# 待合
待合（まちあい）は、待ち合わせや会合のための場所を提供する貸席業（貸座敷とも呼ばれる）で、（東京などで）主に芸妓との遊興や飲食を目的として利用された。京都でお茶屋と呼ばれる業態に相当する。
今日ではほとんど死語であるが、法律用語に残っており、風俗営業等の規制及び業務の適正化等に関する法律第2条第1項第2号に「待合、料理店、カフェーその他設備を設けて客の接待をして客に遊興又は飲食をさせる営業」という規定がある。

## 概要
（明治 〜 昭和期の東京などを中心に）待合、料亭（料理屋）、芸妓置屋はいわゆる三業と呼ばれる風俗営業であった（関西などは、置屋と貸席の二業組織が多かった）。待合の営業には警察の許可が必要であり、一定の指定区域以外には認められなかった。
歴史をさかのぼると、江戸時代、男女が密会する場となっていた出合茶屋があり、御殿女中や後家がよく利用したとも言われる。江戸時代後期には、新橋近くに信楽という店があり、待合茶屋と称していたという。
1873年（明治6年）、新橋芸者上がりの小浜が芝日蔭町（現在の新橋駅烏森口近く）の武家屋敷跡を花屋敷として、泊り込み勝手次第の休息所を設けた。これが浜の屋で、待合茶屋の第一号と言われる。その後、木挽町の長谷川などが開業し、新橋（銀座）を中心に芸妓を呼んで飲食をさせる待合茶屋（のちに略して待合）が流行した。浜の屋、長谷川といった店は維新政府の要人もよく利用し、芸妓を呼んで宴席を開き、また密談を行う場にもなった。日露戦争の頃には軍人がひいきにする赤坂の待合が盛んになった。このほか、各地の待合は、企業の接待の場などとしても利用された。芸妓や待合の従業員は口が固く、客の秘密を守ったので、内密な話をするには都合がよかった。
東京の待合茶屋（待合）の数は、1879年（明治12年）には273軒であったが、1902年（明治35年）に526軒、1918年（大正7年）に1,484軒、1927年（昭和2年）に2,539軒といった具合に大きく増えた。明治時代中期から風俗営業として取り締まりの対象になり、指定地以外への新規出店はほとんど認められなかった。1911年（明治45年）になって小石川区の白山に芸妓屋や待合の営業が認められ、以後、麻布、大塚、駒込、根岸などが指定地になった。
待合と料亭（料理屋）の大きな違いは、前者では料理を直接提供しない（板場がない）ことである。料理は仕出し屋などから取り寄せる。待合は席料を取るほか、取り寄せた料理に手数料を乗せ、これらが主な収入になる。また、待合では（料理屋と異なり）客の宿泊用に寝具を備えた部屋があり、ここで芸妓や私娼と一夜を過ごす客も多かった（東京などでは、娼妓は遊郭以外で営業できないため、待合へ呼ばれることはない）。なお、芸妓と客の同宿はほとんど黙認状態であったが、売春が公認されていたわけではない。
その他、門口に盛り塩、帳場に縁起棚、あるまじき所に酒樽、眉毛のあとの青いかみさんが待合の特徴と言われた。
同じ待合という名を冠していても、政治家も出入りするような格式の高い店もあれば、小待合、安待合と呼ばれ、連れ込み宿同様に使われる店もあり、内実は相当な違いがあった点に注意すべきである。格式ある待合・料亭は「一見さんお断り」が当然であった。永井荷風は「おかめ笹」の中で芸者と気軽に遊ばせる白山などの小待合の様子を描写している。有名な阿部定事件の舞台は、尾久（荒川区）の待合である。
1941年（昭和19年）、決戦非常措置要綱に基づき営業ができなくなったものの、
第二次世界大戦後の1945年（昭和20年）10月25日には、警視庁が営業許可を出すこととなった。その後、待合は「料亭」と名を変えた（このため、かつての料亭は「割烹」と称することが多くなった）。料亭と名前は変わっても、相変わらず政治家の会合や企業の接待などに使われていたが、次第にバー、クラブ、ゴルフなどと接待の場も多様化し、芸妓が減少するのと並行して、廃業する店が多くなった。（料亭の項を参照）

## 待合政治
維新の元勲以来、昭和期まで、政治家が酒を飲み、芸者を呼んだ宴会において政治を論ずる為の場として待合を使うことが多かった。例えば60年安保の際の単独強行採択という策略も待合で決められたと言われている。重要な事項を密室で決める「待合政治」がマスコミ等で批判されてきた。バブル経済崩壊の頃まで、赤坂や新橋の料亭前に黒塗りの車が列をなしている光景がよく見られた。現在は減少したとはいえ、時折見受けられる。